# Космос-1001
Ко́смос-1001 (Индекс ГУКОС — 11Ф732, «Союз 7К-СТ» № 4Л) — советский беспилотный транспортный космический корабль запущенный для проведения испытательного полёта в рамках проектирования нового транспортного корабля «Союз 7К-СТ».

## История создания
Корабль «Союз 7К-С» разрабатывался как базовый вариант пилотируемого космического корабля для проведения технических экспериментов и исследований в автономном полете с возможностью создания на его основе, с минимальными доработками, модификаций различного целевого назначения. Компоновочная схема и габариты корабля «Союз 7К-С» практически не изменились по сравнению с конструкцией корабля «Союз 7К-ОК», однако большинство бортовых систем корабля разрабатывались вновь или модернизировались.
6 августа 1974 года стартовал первый беспилотный корабль новой серии «Космос-670» на базе «Союз 7К-С». Основным замечанием к нему был баллистический спуск по причине несвоевременной расстыковки спускаемого аппарата и приборно-агрегатного отсека. Полёт второго корабля «Космос-772» в конце сентября 1975 года прошёл с незначительными замечаниями. Третьим беспилотным полётом закончилось испытание базового варианта изделия («Космос-869», 29 ноября-17 декабря 1976 года).
Начиная с четвёртого номера было решено вести дальнейшие разработки корабля только в транспортном варианте. Им стал космический корабль серии «Союз 7К-СТ». За счет модернизации бортовых систем и улучшения компоновки в спускаемом аппарате разместился экипаж из трех человек.
Также был разработан новый комплекс средств спасения экипажа корабля при разгерметизации корпуса. Запуском «Космоса-1001» и «Космоса-1074» закончился цикл отработки корабля в беспилотном автономном полёте. Это позволило перейти к эксплуатации пилотируемых кораблей. Летно-конструкторские испытания закончились запусками кораблей «Союз Т-2» и «Союз Т-3».

## Запуск
Космический аппарат «Космос-1001» был запущен 4 апреля 1978 года ракета-носителем «Союз-У» (индекс — 11А511У) со стартовой площадки № 31 космодрома Байконур.

### Программа полёта
«Космос-1001» был запущен для отработки систем и испытания конструкции транспортного корабля «Союз 7К-СТ».
После выхода космического корабля на низкую околоземную орбиту был выявлен отказ радиоканала командной связи. ЦУП потерял управление кораблем, но вскоре, связь удалось наладить и программа полёта была успешно завершена.
Корабль вошёл в плотные слои атмосферы 15 апреля 1978 года и совершил посадку в 15:05 по Гринвичу. Общее время полёта составило 10 дней 21 час 5 минут и 42 секунды.

## Статьи
- Шамсутдинов С. Легендарный корабль «Союз» // Новости космонавтики. — 2002. — № 4. Архивировано 21 февраля 2014 года.
- Марчуков Юрий. «Союз» нерушимый // Калининградская правда (Королев). — 2003. Архивировано 21 апреля 2012 года.